# Harondor
Harondor (Sindarijns, Zuid-Gondor, een samentreksel van Har en Gondor) is een fictieve landstreek in J.R.R. Tolkiens wereld Midden-aarde.
Harondor is een kaal woestijnlandschap tussen de rivieren Poros en Harnen. Het wordt in het noorden begrensd door Ithilien en in het zuiden door het Nabije Harad. Koning Tarannon Falastur voegde Harondor toe aan Gondor. Aan het einde van de Derde Era was invloed van Gondor grotendeels verdwenen en werd Harondor betwist door Gondor en de Haradrim.

## Slag bij de Voorden van de Poros
In het jaar 2885 van de Derde Era werd bij de Voorden van de Poros een veldslag met de Haradrim uitgevochten waarbij Folcred en Fastred, de beide zonen van Folcwine, de koning van Rohan sneuvelden. De grafheuvel Haudh-in-Gwanûr (Nederlands: Heuvel van de Tweelingen), die werd opgetrokken aan de oevers van de rivier, bleef een punt dat de Haradrim met angst vermijden.